# Palazzo Ramacogi
Palazzo Ramacogi è uno degli edifici storici più importanti di Cantalice (Rieti). Si trova in pieno centro storico, in prossimità di Piazza del Popolo.
Il Palazzo è preannunciato da una serie di archi a tutto sesto che focalizzano l'attenzione sul grande portone d'ingresso. Il Portone, realizzato in legno, è racchiuso da una bugnatura diamantata che a sua volta è inscritta in un modulo rettangolare e tangente ad una trabeazione con cornice. Il modulo rettangolare presenta due rose, opposte ma non simmetriche, scolpite nella parete. Al cento della trabeazione è possibile osservare lo stemma della Famiglia Ramacogi che raffigura uno scudo ed una rosa nella sua sommità.
Il Palazzo presenta una loggia cinquecentesca a cinque arcate e gode di uno splendido panorama; è possibile osservare la Piana Reatina ed i laghi Lungo e Ripasottile. Le finestre rinascimentali dell'edificio affacciano direttamente in Piazza del Popolo e Piazza Martiri della Libertà.
Il Palazzo fu restaurato dal Vignola.